# صبار نجمي قرني
صبار نجمي قرني (الاسم العلمي:Astrophytum capricorne) هو نوع من النباتات يتبع جنس الصبار النجمي من الفصيلة الصبارية.